# Cour-Saint-Maurice
Cour-Saint-Maurice är en kommun i departementet Doubs i regionen Bourgogne-Franche-Comté i östra Frankrike. Kommunen ligger i kantonen Maîche som tillhör arrondissementet Montbéliard. År 2022 hade Cour-Saint-Maurice 148 invånare.

## Befolkningsutveckling
Antalet invånare i kommunen Cour-Saint-Maurice
Referens:INSEE